# Очаківський музей мариністичного живопису імені Руфіна Судковського
Очаківський музей мариністичного живопису імені Руфіна Судковського — єдиний в Україні музей мариністичного живопису, нині територіально відокремлений відділ Миколаївського обласного художнього музею ім. В. В. Верещагіна.

## З історії музею
Музей відкрито на батьківщині Руфіна Гавриловича Судковського в м. Очакові у квітні 1982 року. У споруді музею спочатку розміщувалися військові казарми, а за радянських часів — очаківська поліклініка. Архітектор Просандеев С. Є., художник-декоратор металевих і дерев'яних деталей і виробів Стешин Юрій Тимофійович

## Опис музею

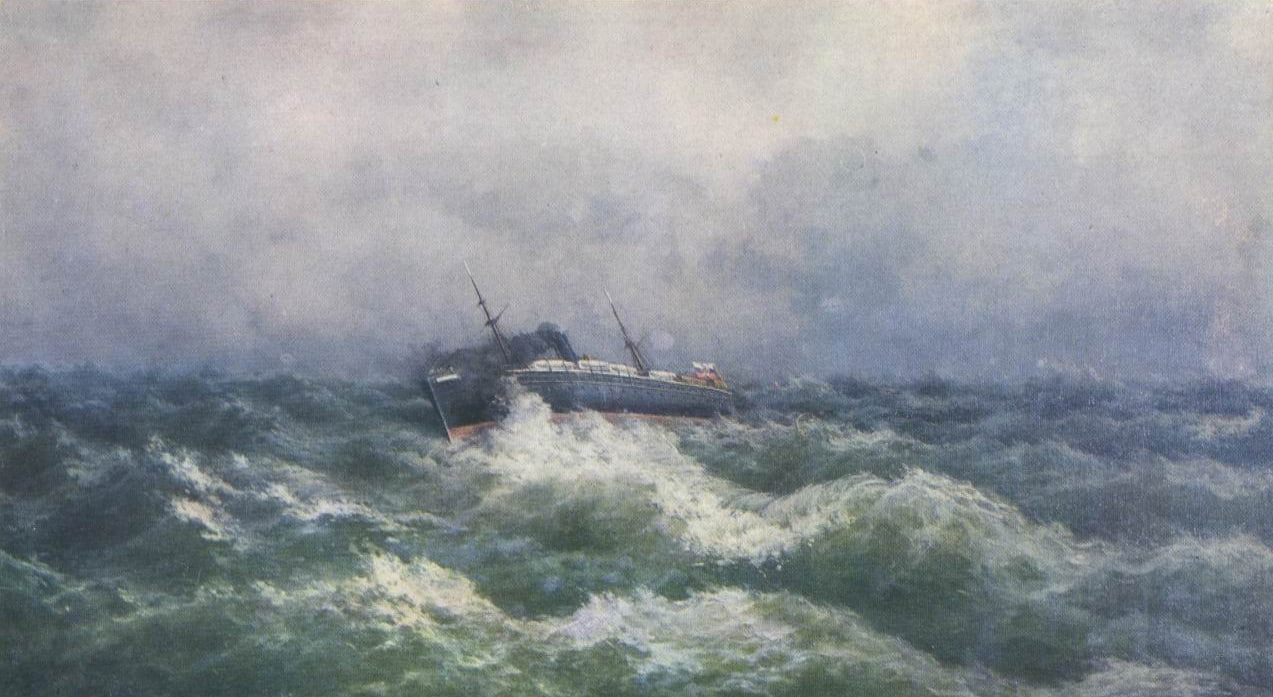
Р. Г. Судковський. Пароплав «Москва» в бурю

Фонд музею налічує 663 твори живопису та графіки. Основа колекції — 25 живописних праць всесвітньо відомого художника-мариніста Руфіна Гавриловича Судковського (1850—1885). У російському мистецтві другої половини 19 століття він був одним із небагатьох майстрів, які присвятили свою творчість мариністичному живопису. Море Судковський любив у будь-якому стані — в стані затишшя, повного штилю і в момент бурі, шторму. Мотивами творчості художника були ледь вловимі переливи хвиль, гра сонячних променів на них, колір води, неба, берега. Очаківський берег, Дніпро-Бузький лиман і Чорне море відтворені на багатьох його картинах. Замальовки митець робив сидячи на камені або стоячи над урвищем біля Сигнальної станції. Звідти добре проглядалася Кінбурнська коса, яку відображено на полотнах «Ловля оселедців у Кінбурна», «Кінбурнська коса після дощу». Острів Березань, який в гарну погоду було видно з високого Очаківського берега, можна пізнати в картині «Острів Адо поблизу Очакова».
У мариністичному музеї три зали. Знайомство з експозицією починається із залу Р. Г. Судковського. У ньому виставлено 17 робіт художника, створених в різні періоди його 18-річної творчості. Це лише невелика частина полотен художника. Це — художньо–меморіальна зала. В ній, крім творів Р. Г. Судковського, експонуються фотоматеріали, архівні документи, особисті речі.
Друга зала — зала мариністичного живопису другої половини 19 століття — початку 20 століття. Центральне місце в експозиції посідають картини І. К. Айвазовського. В очаківському музеї є три твори І. К. Айвазовського — велике полотно «Захід сонця в Малоросії» і два етюди — «Прибій» і «Море».
У третій залі представлені твори художників–мариністів ХХ ст.
В музеї часто проводяться виставки художників і скульпторів Миколаївщини. Щорічно він приймає 35000 відвідувачів. Наукові співробітники проводять велику роботу щодо вивчення та популяризації колекції та творчості Р. Г. Судковського. У залах музею організовуються виставки із власних фондів, з інших музейних зібрань, тематичні програми; працює лекторій.
Колекція Музею мариністичного живопису Р. Г. Судковського постійно поповнюється новими творами.